# آلگیرداس بوتکویسیوس
آلگیرداس بوتکویسیوس (لیتوانیایی: Algirdas Butkevičius؛ زادهٔ ۱۹ نوامبر ۱۹۵۸) یک سیاست‌مدار اهل لیتوانی است که از ۱۳ دسامبر ۲۰۱۲ تا ۱۳ دسامبر ۲۰۱۶ نخست‌وزیر این کشور بود.